# Богачук Олександр (Drud)
Богачук Олександр (Drud) - український бібой, реп виконавець, актор, блогер. Чемпіон світу з брейкінгу World Bboy Classic 2016.

## Біографія
Народився у Львові. Одружений.

## Брейкінг
У 2016 із Lussy Sky у дуеті Navi переміг на чемпіонаті світу з брейкдансу World Bboy Classic у форматі 2х2.
У 2017 Олександр у складі Збірної України переміг у змаганнях з брейк-дансу на міжнародному фестивалі хіпхопу і урбан танців The Notorious IBE 2017 у Нідерландах.

## Фільмографія
У 2019 зіграв головну роль у фільмі Сквот 32, режисера Олександра Лідаговського.

## Дискографія
У 2014 вийшов дебютний альбом Balance, до якого увійшли 12 треків.
14 травня 2015 вийшов другий альбом TEMP на студії Kickit Records.